# Luca Dello Iacovo
Luca Dello Iacovo (Benevento, 25 settembre 1980 – Latina, 18 dicembre 2013) è stato un giornalista e blogger italiano.

## Biografia
Laureato in Sociologia presso l'Università Federico II di Napoli e allievo dell'Istituto per la Formazione al Giornalismo di Urbino (IFG) nel biennio 2004-2006, ha iniziato a lavorare come giornalista freelance dopo uno stage nel 2006 a Nòva, inserto domenicale del Sole 24 Ore dedicato all'innovazione tecnologica, per cui ha poi continuato a scrivere assiduamente fino al decesso. Tra il 2009 e 2010 è stato autore e conduttore con Luca Tremolada della trasmissione radiofonica NovaLab24.
Ha lavorato anche per Panorama (2008-2009) e scritto per i blog Comunità Digitali (2007-2011) e Club dei media sociali.
Per la Fondazione ahref, dove era social media researcher, ha curato i progetti Wavu — un aggregatore per esplorare le discussioni sull'informazione di qualità e sul citizen journalism — Wikireporter, e contribuito alle piattaforme Fact checking e Timu. Nel 2011 ha vinto una borsa di studio della Armenise-Harvard Foundation. Nel 2011 e 2012 è stato docente alla Summer School "Data Journalism e visualizzazione grafica dei dati" organizzata dalla Fondazione Ahref e dal Master in Giornalismo dell'Università IULM di Milano.
Quando non scriveva era in viaggio con destinazione Africa o Asia. Daodeqing era il suo nickname su Friendfeed, Delicious e Slideshare, Dispersa colligo il suo motto.
Il 18 dicembre 2013 si è tolto la vita all'età di 33 anni gettandosi dal nono piano del palazzo in cui abitava il padre, a Latina, probabilmente a causa di una forte depressione.
Luca era un esploratore dell'internet. Un ricercatore profondamente immerso nel mondo delle reti, costantemente proiettato a interpretare il futuro. Un uomo capace di leggere nell'internet una possibilità di riscatto e di sviluppo per tutti i popoli più poveri e disperati.
Nei suoi temi era il più preparato. I suoi articoli rivelavano uno sguardo alto ed etico nel raccontare la complessità delle reti e delle tecnologie. Studiava i media, i social network, la cittadinanza digitale. I suoi interessi erano rivolti allo sviluppo locale, al contributo che può arrivare dalla partecipazione su internet delle comunità. Non era un attivista ideologico ma un ricercatore vero.